# Donde caben dos
Donde caben dos és una pel·lícula espanyola de comèdia estrenada el 2021. La pel·lícula és dirigida per Paco Caballero i protagonitzada per un repartimentcoral que tracta sobre les relacions de parelles, les seves oscil·lacions i les dificultats de separar amor i sexe.

## Sinopsi
Una parella atrapada a la rutina, un jove desenganyat de la seva última relació amorosa, una xicota desesperada, dos cosins separats des del seu darrer estiu al poble, un grup d'amics amb ganes d'experimentar… Durant una nit, tots viuran situacions desgavellades a les quals mai no haurien pensat trobar-se, per acabar, l'endemà al matí, de la millor manera possible: molt junts i molt regirats.

## Repartiment
| Intèrpret        | Personatge |
| ---------------- | ---------- |
| Ernesto Alterio  | Alberto    |
| Raúl Arévalo     | Jaime      |
| Luis Callejo     | Paco       |
| Anna Castillo    | Clara      |
| Álvaro Cervantes | Raúl       |
| Pilar Castro     | Claudia    |
| Ángela Cervantes | Victoria   |
| Adrià Collado    | Sergio     |
| Carlos Cuevas    | Iván       |
| Verónica Echegui | Ana        |
| Miki Esparbé     | Pablo      |
| Ricardo Gómez    | Víctor     |
| María León       | Alba       |
| Melina Matthews  | Belén      |
| Ana Milán        | Anfitriona |
| María Morales    | Marta      |
| Melani Olivares  | Silvia     |
| Raúl Prieto      | Ricardo    |
| Jorge Suquet     | Miguel     |
| Aixa Villagrán   | Liana      |

## Estrena
La pel·lícula va començar el seu rodatge a Barcelona el novembre de 2020. El maig de 2021 es va anunciar la data d'estrena per al 30 de juliol.